# Bitch Slap
Bitch Slap é um filme dos Estados Unidos de ação dirigido, produzido e escrito por Rick Jacobson em conjunto de Eric Gruendemann. O filme foi lançado primeiramente na França em 16 de maio de 2009 no Cannes Film Market. Em setembro de 2009 o filme foi exibido no Canadá no Festival Internacional de Cinema de Toronto, na Grécia no Festival de Cinema de Atenas e na Finlândia no Festival Internacional de Cinema de Helsinki.
Participam do filme Julia Voth, Erin Cummings e America Olivo com aparições de Lucy Lawless, Kevin Sorbo e Renée O'Connor.

## Sinopse
Três meninas más – uma stripper, uma traficante de drogas assassina e uma executiva – chegam a um deserto para extorquir e roubar US$ 200 milhões em diamantes a mando de um chefão cruel do submundo. As coisas rapidamente fogem do controle quando há quebra de fidelidade, verdades são reveladas e outros criminosos aparecem. Assim, elas são forçadas a combater os seus piores inimigos... elas mesmas.

## Elenco
| Ator                | Personagem   |
| ------------------- | ------------ |
| Julia Voth          | Trixie       |
| Erin Cummings       | Hel          |
| America Olivo       | Camero       |
| Michael Hurst       | Gage         |
| Ron Melendez        | Deputy Fuchs |
| William Gregory Lee | Hot Wire     |
| Minae Noji          | Kinki        |
| Scott Hanley        | Black Ice    |
| Kevin Sorbo         | Sr. Phoenix  |

## Trilha sonora
1. "Bitch Slap (Take the Ride)" - Rebel Vengeance (ecrito por Daniel Cieplinski e Leonardo Varela Rañon)
2. "Dangerous Love" - Minae Noji